# Franco Alfano
Franco Alfano (ur. 8 marca 1876, zm. 27 października 1954) – włoski kompozytor i pianista.

## Twórczość
Komponował opery, balety, pieśni oraz utwory kameralne i orkiestrowe. Po śmierci Pucciniego ukończył jego operę Turandot.

### Opery
| Tytuł opery                                              | Autor libretto                | Data powstania | Data i miejsce premiery |
| -------------------------------------------------------- | ----------------------------- | -------------- | ----------------------- |
| Miranda                                                  | F. Alfano                     | 1896           | nie wystawiona          |
| La Fonte di Enschir                                      | L. Illica                     | 1898           | Wrocław                 |
| Risurrezione                                             | C. Hanau i C. Antona Traversi | 1903           | 1909; Turyn             |
| I Cavalieri e la Bella                                   | G. Adami i T. Monicelli       | 1910           | nieukończona            |
| L’ombra di Don Giovanni                                  | E. Moschino                   | 1913           | 1914; La Scala          |
| La leggenda di Sakuntala                                 | F. Alfano                     | 1914-1921      | 1921; Bolonia           |
| Turandot – ukończona opera Pucciniego                    |                               | 1926           |                         |
| Madonna Imperia                                          | 1927                          | A. Rossato     | Turyn                   |
| L’ultimo Lord                                            | V. Falena i A. Rossato        | 1930           | Neapol                  |
| Cyrano de Bergerac                                       | H. Cain                       | 1936           | 1936; Rzym              |
| Don Juan de Manara – przerobiona L’ombra di Don Giovanni | E. Moschino                   | 1941           |                         |
| Il dottor Antonio                                        | M. Ghisalberti                | 1949           | Rzym                    |
| Vesuvius – opera radiowa                                 | V. Viviani                    | 1950           |                         |
| Sakuntala – przeróbka La leggenda di Sakuntala           | F. Alfonso                    | 1952           |                         |

### Balety
| Rok  | Tytuł                           |
| ---- | ------------------------------- |
| 1899 | Napoli                          |
| 1923 | Eliana na bazie Suite Romantica |
| 1933 | Vesuvius                        |

### Inne
| Rok powstania | Tytuł                              | Rodzaj                                     |
| ------------- | ---------------------------------- | ------------------------------------------ |
| 1899          | Four Romanian Dances               | utwór na fortepian                         |
| 1909          | Suite Romantica                    | utwór dla orkiestry                        |
| 1910          | Symphony nr 1                      | symfonia                                   |
| 1918          | Tre Poemi                          | utwór na fortepian                         |
| 1918          | Quartet nr 1                       | utwór na skrzypce                          |
| 1919          | Six songs                          | utwór na fortepian                         |
| 1923          | Sonata                             | utwór na skrzypce i fortepian              |
| 1925          | Sonata                             | utwór na wiolonczelę i fortepian           |
| 1926          | Quartet nr 2                       | utwór na skrzypce                          |
| 1928          | Tre Liriche                        | utwór na fortepian                         |
| 1929          | Trio                               | utwór na skrzypce, wiolonczelę i fortepian |
| 1930          | Himno al Libertador                | hymn dedykowany Simónowi Bolívarowi        |
| 1933          | Symphony nr 2                      | symfonia                                   |
| 1935          | Divertimento                       | utwór na fortepian i orkiestrę kameralną   |
| 1936          | Nuove Liriche Tagoriane            | utwór na fortepian                         |
| 1936          | Quintet                            | utwór na fortepian i skrzypce              |
| 1939          | Tre Nuove Liriche                  | utwór na fortepian                         |
| 1943          | E’ Giunto il Nostro Ultimo Autunno | utwór na fortepian                         |
| 1945          | Quartet nr 3                       | utwór na skrzypce                          |
| 1948          | Cinque Nuove Liriche Tagoriane     | utwór na fortepian                         |
| 1953          | Sinfonia Classica                  | symfonia na bazie Symphony nr 1            |